# Sora no Iro, Mizu no Iro
Sora no Iro, Mizu no Iro (空の色、水の色, lit. Cor do Céu, Cor da Água), também conhecido como SoraMizu (空水) é um jogo eroge japonês do gênero visual novel originalmente lançado pela Ciel em 25 de junho de 2004. O jogo foi, posteriormente, adaptado em um anime adulto, lançado como OVA produzido por Himajin. O seu primeiro episódio foi publicado em 28 de julho de 2006, e o segundo em 27 de junho de 2008.

## História
A história gira em torno de duas garotas do ensino médio. Logo no inicio temos a introdução de Asa Mizushima (水島 朝, Mizushima Asa), uma estudante transferida que logo se junta ao clube de natação para não ficar pensando em divórcio de seus pais. Ela é confrontada por Hajime Saisho (最所 弌, Saisho Hajime), um outro estudante da escola alto e arrogante, que flerta com outras estudantes do sexo feminino para dormir com elas (que é revelado mais tarde). Seu desejo sinistro é mascarado por elogios charmosos para persuadir Asa através da fotografia para captar a beleza dela, algo que ela começa a gostar, mas não de imediato. Asa é logo levada pela falsa inocência de Hajime. Natsume Sorayama (空山 菜摘芽, Sorayama Natsume), A segunda menina, que parece mais jovem do que os outros dois personagens, tem interesse em jardinagem. Ela ouve Asa e Hajime em uma sádica conversa, enquanto ela está escondida em um jardim de girassóis convenientemente ao lado da piscina do clube. Enquanto eles se engajam em atividade sexuais, mais uma vez, Natsume participa por livre e espontânea vontade. Como as duas meninas iludidas discutem sua relação com Saisho Hajime em fontes termais, Natsume afirma que seu interesse amoroso no Hajime já dura há algum tempo, antes da chegada Asa. Se estabelecem essa rivalidade um pouco pequeno delicadamente ao concordar com "compartilhar" dele antes do fim do verão. Durante tudo isso, Asa experimenta desconforto e vergonha em seus prazeres culpados, enquanto ao mesmo tempo gosta deles. O primeiro episódio salta de cenas atuais para flashbacks que antecederam a sua história, enquanto o segundo em tem como tema o afetuoso relacionamento sexual das meninas, até final do verão. No final do episódio, um ano se passar desde então, e as meninas acabam se encontrando na estação de trem para se despedirem de Hajime.

## Personagens
- Asa Mizushima (水島 朝, Mizushima Asa) (dublada por: Miya Serizono)

A estudante transferida. Ela é membro da equipe de natação do colégio.
- Natsume Sorayama (空山 菜摘芽, Sorayama Natsume) (dublada por: Miru)

A garota mais jovem. Ela é sempre vista com dois lacinhos vermelhos no cabelo e gosta de jardinagem.
- Hajime Saisho (最所 弌, Saisho Hajime) (dublado por: Suzumura Kenichi)

Um jovem garoto egoísta e sádico. Assim como Asa ele também é membro da equipe de natação do colégio.

## Jogo

### Equipe
- Script:  Usoya Sasaki Kibito
- Designer de personagens e ilustrações: Tony Taka
- Musica: Hiroki Kikuta
- Musica tema': Sora no Iru, Mizu no Iru (空の色、水の色)

(Letra: Rie Kito, compositor: Hiroki Kikuta, cantada por: Rie Kito)

## OVA
A adaptação para OVA de Sora no Iro, Mizu no Iro, foi lançada em DVD e em 2 episódios, cada um com cerca de 30 minutos. Produzido por Himajin, o designer de personagens e diretor de animação principal para a série foi Kazuya Kuroda, o primeiro episódio foi supervisionado por Takeo Takahashi.

### Episódios
- Primeiro volume: Dame......Kikoe Chau (ダメ......聞こえちゃう) (lançado em 28 de junho de 2006).
- Segundo volume: Watashi mo......Shite Ageru (わたしも……してあげる) (lançado em 27 de julho de 2008[1])

### Equipe
- Planejamento: Kokan Mori
- Produtor: Sakura Momoi
- Script: Kaoru Takahashi
- Supervisão e storyboards: Takeo Takahashi
- Designs de personagens: Tony Taka
- Diretor de animação: Kazuya Kuroda
- Musica: Hiroki Kikuta
- Musica tema: Mienai Katachi (みえないかたち)

(Letra: Rie Kito, compositor: Hiroki Kikuta, cantada por: rie kito)
- Animação, produção e publicação: Himajin

## Recepção
Em 2006, o lançamento do primeiro volume da OVA, intitulado "Dame... Kikoechau♥", se destacou por enfatizar cenas de sexo ainda mais do que o jogo original e por contar com animadores renomados. O resultado foi um sucesso com vendas superiores a 10 mil unidades. Posteriormente, com o lançamento do segundo volume, "Watashi mo... Shite Ageru♥", o total combinado de vendas da série ultrapassou 40 mil unidades.